# كيري كيتينغ
كيري كيتينغ (بالإنجليزية: Kerry Keating)‏ هو مدرب كرة سلة أمريكي، ولد في 15 يوليو 1971 في Stoughton, Massachusetts ‏ في الولايات المتحدة.

## روابط خارجية
- كيري كيتينغ على موقع كلية كرة السلة في سبورتس رفرنس.كوم (الإنجليزية)
- كيري كيتينغ على موقع كلية كرة السلة في سبورتس رفرنس.كوم (الإنجليزية)